# Rothenburg (Szwajcaria)
Rothenburg – miejscowość i gmina w środkowej Szwajcarii, w kantonie Lucerna, w okręgu Hochdorf.

## Demografia
W Rothenburgu mieszkają 7 792 osoby. W 2021 roku 11,1% populacji gminy stanowiły osoby urodzone poza Szwajcarią. 

## Współpraca
Miejscowość partnerska:
- Rotenburg an der Fulda, Niemcy

## Transport
Przez teren gminy przebiega autostrada A2. 